# Гарба Лаваль
Гарба Лаваль (англ. Garba Lawal, нар. 22 травня 1974, Кадуна, Нігерія) — нігерійський футболіст, півзахисник, який за теперішнього часу грає за нігерійський клуб «Джуліус Бергер». У складі збірної Нігерії брав участь у чемпіонатах світу 1998 і 2002 років. На Олімпійських іграх 1996 року в Атланті у складі збірної Нігерії здобув золоті медалі футбольного турніру. На клубному рівні найуспішнішим періодом його футбольної кар'єри стали виступи за голландський клуб «Рода» у 1997–2002 роках. Останнім його клубом був нігерійський «Джуліус Бергер».

## Титули і досягнення
- Володар Кубка Нідерландів: 1996-1997, 1999-2000
- Володар Кубка Болгарії: 2002-2003
- Олімпійський чемпіон: 1996
- Срібний призер Кубка африканських націй: 2000
- Бронзовий призер Кубка африканських націй: 2002, 2004, 2006